# Dora Isella Russell
Dora Isella Russell (Buenos Aires, 15 de mayo de 1925-8 de noviembre de 1990) fue una poeta y periodista uruguaya de origen argentino.

## Biografía
En 1933 su familia se trasladó a la ciudad de Montevideo, donde creció y cursó estudios en la Escuela y Liceo Elbio Fernández y luego estudió literatura.
Ejerció la docencia como profesora agregada. Fue colaboradora del Instituto Nacional de Investigaciones y Archivos Literarios. Fue discípula y secretaria de la poetisa uruguaya Juana de Ibarbourou.
Su actividad como periodista la realizó con artículos publicados en el diario uruguayo El Día (Uruguay) y en revistas intelectuales de América, España, Francia, Italia, Grecia y Egipto.
Además fue directora del Suplemento Dominical del diario El Día y directora del Museo Juan Zorrilla de San Martín.

## Obras
- Sonetos (1943)
- El canto irremediable (1946)
- Oleaje (1949)
- El otro olvido (1952)
- Antología poética (1952)
- Del alba al mediodía (1954)
- Los barcos de la noche (1954)
- Tiempo y memoria (1964)
- El tiempo del regreso (1967)
- Los sonetos de Simbad (1970)
- Poemas hispanoamericanos (1977)
- Memorial para Don Bruno Mauricio de Zabala (1977)
- Los sonetos de Carass Court (1983)[4]

## Premios y reconocimientos
Por su trayectoria como poetisa recibió un reconocimiento por el gobierno del Líbano y la Orden Nacional del Mérito del Ecuador.